# Stade municipal Eloy de Souza
Le Stade municipal de Eloy de Souza (en portugais : Estádio Municipal Eloy de Souza), également connu sous le nom de Stade municipal de Senador Domício da Silva (en portugais : Estádio Municipal Senador Domício da Silva), est un stade de football brésilien situé dans la ville de Senador Elói de Souza, dans l'État du Rio Grande do Norte.
Le stade servait d'enceinte à domicile aux équipes de football du Cruzeiro de Macaíba de l'Alecrim Futebol Clube, et plus rarement de l'América de Natal.

## Histoire
Le stade municipal, qui appartient à la ville, est connu pour avoir servi de terrain de jeu à domicile pour les nombreuses équipes de l'état de première et seconde division.
Il abrite un temps le Cruzeiro de Macaíba, jouant dans le championnat du Rio Grande do Norte D2 et situé à Macaíba (à 55km de la ville de Senador Elói de Souza).
Le stade a également reçu à de nombreuses reprises les matchs à domicile des équipes de l'Alecrim FC et de l'América de Natal (lorsqu'ils ne pouvaient jouer sur leur terrain d'origine), tous deux clubs de Série D brésilienne (D4) et originaires de Natal (situé à 80 km de la ville de Senador Elói de Souza).